# Maryam Hassouni
Maryam Hassouni (Amsterdam, 21 de setembro de 1985) é uma atriz holandesa vencedora do prêmio Emmy.

## Biografia e carreira
Seus pais Alia e Abdelbaki Hassouni são marroquinos e se mudaram para a Holanda, alguns anos antes de Maryam nascer em setembro de 1985, em Amsterdam. Ela tem um irmão mais novo chamado Zakariya e uma irmã chamada Sarra.
Maryam Hassouni recebeu seu diploma do ensino médio em 2003 e estudou Museologia até 2005, e estudou Direito na Universidade de Amsterdã, mas não prosseguiu no curso. Em 2002, ela iniciou sua carreira de atriz com o papel de Dunya El-Beneni na série de televisão Dunya & Desie, sendo indicada ao International Emmy Kids Award em 2004 e novamente em 2005. Em 2006, ganhou um Prêmio Internacional Emmy de melhor atriz por seu papel no telefilme holandês Offers (2005).

## Filmografia
| Ano       | Titulo                                  | Nota(s)               | Papel                                         |
| --------- | --------------------------------------- | --------------------- | --------------------------------------------- |
| 2002–2004 | Dunya en Desie                          | Série de televisão    | Dunya                                         |
| 2005      | Offers                                  | Telefilme             | Laila                                         |
| 2006      | Blondje                                 | Curta-metragem        | –                                             |
| 2006–2007 | Shouf Shouf!                            | Série de televisão    | Samira Saleh                                  |
| 2007      | Kicks                                   | Filme                 | Aaliyah                                       |
| 2007      | Allemaal FILM                           | Série de televisão    | Haarzelf                                      |
| 2007      | Anna                                    | Telefilme             | Lotte                                         |
| 2008      | Dunya en Desie in Marokko               | Filme                 | Dunya                                         |
| 2008      | Anubis en het pad der 7 zonden          | Filme                 | Charlotte                                     |
| 2008      | One night stand: Liefde, dank je wel    | Curta-metragem        | Naima                                         |
| 2009      | Verborgen gebreken                      | Série de televisão    | Mouna Chabbar                                 |
| 2010      | Deadline                                | Série de televisão    | Chadisja                                      |
| 2010      | Golakani Kirkuk - The Flowers of Kirkuk | Filme                 | Rim                                           |
| 2011      | Flikken Maastricht                      | Série de televisão    | Rebecca Meeuws (gastrol, aflevering 'Schuld') |
| 2012      | Doodslag                                | Filme                 | Amira                                         |
| 2012      | En op een goede dag                     | Curta-metragem        | Alia                                          |
| 2012      | Van God los                             | Série de televisão    | Naïma (Episódio 'Bitch Fight')                |
| 2013      | Atlas                                   | Programa de televisão | Ela mesma/Candidata                           |
| 2013      | Soof                                    | Filme                 | Najat                                         |
| 2015      | Bagels & Bubbels                        | Série de televisão    | Janine van Velzen                             |
| 2015      | Prinses op de erwt: Een modern sprookje | Telefilme             | Kandidaat-prinses                             |
| 2016–2017 | Flikken Rotterdam                       | Série de televisão    | Lieve Jansons                                 |
| 2016      | Soof 2                                  | Filme                 | Najat                                         |
| 2017      | Alles voor elkaar                       | Filme                 | Sena                                          |
| 2017      | Voetbalmaffia                           | Série de televisão    | Gwen Hulscher                                 |
| 2019      | Oogappels                               | Série de televisão    | Dina Amrani                                   |
| 2019      | The Angry Birds Movie 2                 | Filme                 | Pinky (voz)                                   |
| 2021      | Meskina                                 | Filme                 | Leyla                                         |
| 2022      | Sleepers                                | Série de televisão    | Noura Oudkerk                                 |